# Jakub Wolny
Jakub Wolny (* 15. Mai 1995 in Bielsko-Biała) ist ein polnischer Skispringer.

## Werdegang
Wolny, der für den Verein LKS Klimczok Bystra startete, gab sein internationales Debüt nach einem Start bei den Junioren 2008 im Rahmen des FIS Cup in Szczyrk im Januar 2011. Im September 2012 gewann er in Wisła als 19. erstmals FIS Cup-Punkte.
Im August 2013 gab Wolny sein Debüt im Skisprung-Continental-Cup. Dabei sprang er in Kuopio zweimal in die Punkte und erreichte zudem zweimal einen Top-20-Platz. Bei den folgenden zwei FIS Cup-Springen in Zakopane konnte er als Dritter sein erstes Podium erreichen und landete auch im zweiten Springen auf einem Platz unter den besten zehn. In der Folge gehörte Wolny fest zum polnischen B-Kader im Continental Cup.
In Engelberg sprang Wolny im Dezember erstmals unter die besten zehn des Continental Cups. Nachdem er Anfang Januar in Courchevel auch gute Plätze erreicht hatte, bekam er für den Skisprung-Weltcup einen Startplatz im Rahmen der nationalen Gruppe. Nachdem er die Qualifikation für den Wettbewerb erreicht hatte, schied er bei seinem Weltcupdebüt nach dem ersten Durchgang aus und erreichte am Ende den 45. Platz.
Bei den Junioren-Weltmeisterschaften 2014 im Val di Fiemme gewann Wolny im Einzel den Titel, bevor er auch mit Klemens Murańka, Krzysztof Biegun und Aleksander Zniszczoł im Teamspringen die Goldmedaille gewann. Im Continental Cup fand er sich nach weiteren guten Platzierungen am Ende der Saison 2013/14 auf Rang 43. der Gesamtwertung wieder.
Im Sommer startete Wolny im Skisprung-Grand-Prix 2014. Bereits in Wisła erreichte er dabei die ersten Punkte. Bei den folgenden Continental-Cup-Springen an gleicher Stelle verpasste er zweimal als Vierter erste Podestränge in dieser Serie. Beim Grand Prix in Hakuba landete er als 11. und 13. auf zwei guten Top-Platzierungen. In der Folge gewann er in Klingenthal und Stams insgesamt drei Continental-Cup-Springen. Den Grand Prix beendete er nach einem 15. Platz in Hinzenbach mit Sturz bei der Qualifikation in Klingenthal und erreichte damit Rang 36 der Gesamtwertung.
Aufgrund der zugezogenen Knieverletzung musste Wolny die ersten Springen der Saison 2014/15 aussetzen.

## Erfolge

### Weltcupsiege im Team
| Nr. | Datum             | Ort         | Typ         |
| --- | ----------------- | ----------- | ----------- |
| 1.  | 17. November 2018 | Wisła       | Großschanze |
| 2.  | 15. Februar 2019  | Willingen   | Großschanze |
| 3.  | 23. März 2019     | Planica     | Flugschanze |
| 4.  | 14. Dezember 2019 | Klingenthal | Großschanze |

### Grand-Prix-Siege im Einzel
| Nr. | Datum         | Ort   | Typ         |
| --- | ------------- | ----- | ----------- |
| 1.  | 17. Juli 2021 | Wisła | Großschanze |

### Continental-Cup-Siege im Einzel
| Nr. | Datum              | Ort         | Typ         |
| --- | ------------------ | ----------- | ----------- |
| 1.  | 14. September 2014 | Klingenthal | Großschanze |
| 2.  | 20. September 2014 | Stams       | Großschanze |
| 3.  | 21. September 2014 | Stams       | Großschanze |
| 4.  | 27. Dezember 2020  | Engelberg   | Großschanze |

## Statistik

### Weltcup-Platzierungen
| Saison  | Platz | Punkte |
| ------- | ----- | ------ |
| 2015/16 | 69.   | 005    |
| 2017/18 | 36.   | 073    |
| 2018/19 | 22.   | 328    |
| 2019/20 | 38.   | 058    |
| 2020/21 | 27.   | 195    |
| 2021/22 | 47.   | 046    |
| 2024/25 | 37.   | 111    |

### Grand-Prix-Platzierungen
| Saison | Platz | Punkte |
| ------ | ----- | ------ |
| 2014   | 36.   | 063    |
| 2016   | 50.   | 039    |
| 2017   | 36.   | 050    |
| 2018   | 11.   | 166    |
| 2019   | 18.   | 120    |
| 2020   | 33.   | 003    |
| 2021   | 06.   | 203    |
| 2022   | 10.   | 117    |
| 2023   | 68.   | 014    |
| 2024   | 12.   | 165    |